# Rebecca Moros
Rebecca Ann Moros, mais conhecida como Rebecca Moros (Larchmont, 6 de maio de 1985), é uma futebolista estadunidense que atua como meia. Atualmente, joga pelo Houston Dash, time da Liga Nacional Estadunidense de Futebol Feminino NWSL